# Liste von Studenten und Alumni der Popakademie Baden-Württemberg
Studenten und Alumni der Popakademie Baden-Württemberg waren an vielen erfolgreichen Kollaborationen wie zum Beispiel an den Gold- und Nummer-eins-Alben von Joris, Casper, Cro, Frida Gold und Tim Bendzko beteiligt. Sie arbeiten unter anderem als Musiker, Komponisten, Texter und Produzenten oder sind im Management und verschiedenen Bereichen der Musikwirtschaft tätig.

## Studenten und Alumni (Auswahl)
Personen, die seit 2003 an der Popakademie Baden-Württemberg studiert haben:

### Singer/Songwriter
- Alina (* 1985), deutsche Sängerin und Songschreiberin
- Luis Baltes (Sänger und Rapper bei Luis Laserpower und 5 Sterne deluxe)
- Laura Bellon, Sängerin Grosch's Eleven
- Wallis Bird (* 1982), irische Musikerin
- Blinker
- Vera Böhnisch (* 1986), österreichische Nu-Soul- und R&B-Sängerin
- Johannes „Hannes“ Braun (Leadsänger Kissin’ Dynamite)
- Cris Cosmo (* 1978), deutscher Musiker
- Chris Cronauer (* 1995), deutscher Sänger, Songwriter und Produzent
- Betty Dittrich (* 1984), schwedische Popsängerin und Songwriterin
- Elenka (Chimperator Department)
- Johannes Falk (* 1977), deutscher Singer-Songwriter
- Flavian Graber (Gesang We Invented Paris) (* 1985), Schweizer Sänger und Songwriter
- Janet Grogan (* 1987 oder 1988), irische Sängerin und Songschreiberin
- Konstantin Gropper (Singer/Songwriter bei Get Well Soon)
- MINE, Sängerin
- Martin Haller (Haller, MINE)
- Ziggy Has Ardeur (MBWTEYP)
- Christoph Hessler (Gesang und Gitarre bei The Intersphere)
- Joris (* 1989), deutscher Liedermacher
- David Lemaitre (SchulzeMeierLehmann)
- Loi, Sängerin
- Jonathan Kluth, Sänger, Gitarrist
- Michael Ludes (Gesang und Gitarre bei Mikroboy)
- Ron Marsman (Sänger bei The Busters und Schramme11)
- Alex Mayr, deutsche Sängerin
- Zoe Meißner (Gesang bei Spillsbury)
- Alice Merton (* 1993), deutsche Popmusikerin
- Denise Modjallal (Gesang bei Ateed und Namika)
- Derya Mutlu, Sängerin und Komponistin
- Myle, Sänger
- Marie Neumann, Sängerin/Songwriterin
- Tamara Olorga (Wincent Weiss, Autorin Expresso & Tschianti)
- Jan Platt, Rapper und Songwriter
- Antonia Rug – Novaa, Sängerin & Produzentin
- Timmy Rough (The New Roses)
- Daniel Schmidt (Bakkushan)
- Soffie (* 1999), Sängerin[8]
- Peppa Singt (Sängerin bei Glashaus und Moses Pelham)
- Jasmin Stocker (Gesang bei MINE) (* 1986), deutsche Sängerin, Songwriterin und Produzentin
- Tom Twers
- Tom Ulrichs (Rapper bei Tom Thaler & Basil)
- Maike Rosa Vogel (* 1978), deutsche Singer-Songwriterin
- Oliver Wimmer (Gesang bei AudioDamn)
- Johanna Zeul, deutsche Sängerin und Liedermacherin

### Schlagzeuger
- Lars Brand – Max Giesinger, Michael Schulte, David Garrett
- Tim Cox – Lea
- Tobias Derer (Schlagzeug bei Cypecore)
- Bino Engelmann (Drums bei Joris, die Schlagzeugmafia)
- Konrad Henkelüdeke (Drums bei Irie Revoltes)
- Joda Foerster (Schlagzeug bei Max Prosa)
- Noah Fürbringer – Casper, Tedros Teclebrhan
- Carl Michel Grabinger – The Voice of Germany, Freundeskreis, Mark Forster
- Lucas Heiby – Alice Merton
- Jonny König (Schlagzeug bei Söhne Mannheims und die Schlagzeugmafia)
- Philipp Mader (SchulzeMeierLehmann)
- David Mette (Drums bei Philipp Poisel und Laith al Deen)
- Patrick Metzger (Drums bei Beatrice Egli)
- Frederic Michel – Clockclock, Lea
- Moritz Müller (Schlagzeug bei The Intersphere und Namika)
- Anika Nilles, deutsche Schlagzeugerin, Komponistin und Musikpädagogin
- Leon Pfeiffer – Unprocessed
- Sönke Reich (Schlagzeug bei Nico Suave, BAP und Namika)
- Johannes Schmeikal-Styppa (Schlagzeug bei Konvoy und Cassandra Steen)
- Theresa Stark – Megaloh, Maleleve
- Linda-Philomène Tsoungui
- Robert Wittmaier (SchulzeMeierLehmann)

### Produzenten
- Ricardo Bettiol (Alice Merton, Eliane, Expresso & Tschianti)
- Blvth
- Gregor Brechmann (DJ bei Jewelz & Sparks)
- Valentin Brunn (Virtual Riot)
- Marius Förster (Tom Thaler & Basil)
- Markus Ganter (u. a. Produzent für Casper, Sizarr, Tocotronic) (* 1986), deutscher Musikproduzent
- Chris „Crada“ Kalla (Produzent Tim Bendzko)
- Jules Kalmbacher
- Jonas Mengler (Produzent u. a. für Kis-My-Ft2)
- Ruben Rodriguez (W4C, u. a. Produzent für Cassandra Steen)
- Jens Schneider (Produzent und Songwriter für u. a. Joris, Max Giesinger, Adesse)
- Michel Schulz (Produzent u. a. für Dua Lipa)
- Suena
- Julius Voigtländer (Jewelz & Sparks)

### Keyboarder
- Sevan Gökoğlu (1982–2019), deutscher Keyboarder, Komponist und Musikproduzent
- Michael Hauser (Keyboard bei Beyond the Black)
- Sebastian Henzl (Keyboard bei Frida Gold und Madeline Juno)
- Constantin Krieg (Keyboard bei Joris)
- Daniel Nitt, deutscher Komponist und Musikproduzent
- Klaus Sahm (Keyboard, Songwriting, Producing u. a. bei Tim Bendzko, Namika, Rockstah, Max Giesinger und Madeline Juno)
- Tobias Schmitz (Jupiter Jones)

### Bassisten
- Robin Engelhardt (Bass bei Johannes Oerding)
- Alex Grube (* 1983), deutscher Musiker
- Christian Kalle (Bakkushan)
- Timo Kumpf (Bass bei Get Well Soon, Inhaber und GF Karakter Live, Organisator Maifeld Derby)
- David Laplant (Bass bei Maradona)
- Erwin Schmidt (Bass bei Beyond the Black)
- Pogo TS (Bass bei Beatrice Egli, Breitenbach)
- Tobias Voges (Bass bei Joris)
- Sebastian Wagner (Bass bei Kasalla)
- Andreas Weizel (Bass bei Frida Gold)

### Gitarristen
- Benny Baumann - Eisblume
- Max Clouth
- Alexander „Ali“ Grumeth (Gitarre bei AudioDamn und PBH Club)
- Paul Grauwinkel (Manager Alice Merton)
- Max Grund (Gitarre bei Apache 207, Nico Santos)
- Nils Lesser (E-Gitarre bei Cypecore)
- Andi Mette (Gitarre bei Philipp Poisel)
- Jim Müller (E-Gitarre bei Kissin’ Dynamite)
- Wolfgang Morenz (Gitarre bei Joris)
- Frank Schulze-Brüggemann (SchulzeMeierLehmann)
- Tim Schwerdter (Gitarre bei Cro)
- Philipp Thimm
- Paolo Valente (Gitarre bei Irie Révoltés)
- Thomas Zipner (Gitarre bei The Intersphere)

### Musikbusiness
- Anna Blaich (Vorständin Bundesstiftung Livekultur)[9][10]
- Julian Göller (Social & Influencer Lead Spotify)[11]
- Leandra Preißler (ehemalige Leiterin des Bandpool, Gründerin von Pennywine Entertainment)
- Sebastian Fruner (Produzent des Films Cro – Unsere Zeit ist jetzt)
- Colin Hauer (Geschäftsführer Hörbuch Hamburg)
- Marie-Luise Heimer (VP Digital business Development BMG)
- Laura Kneip (Music Editor GSA bei Apple Music)
- Tobias Krebs (Senior Director Streaming CEU und International BMG)
- Christoph Kregl (Manager Bilderbuch)
- Friedrich Krings (K*Rings Brothers)
- Simon Martin (ehem. Schlagzeuger bei Fog Joggers, Label- & Artist Management Die Lochis, Chaosbay, Frank Seibert)
- Sophie Mathes (Head of Marketing Virgin Music, Gründerin von Pennywine Entertainment & Records)
- Lisa Ruetz (Managerin Paula Hartmann)
- Alexander Neipp (Vice President Marketing Virgin Records)
- Karl Nowak (Senior Business Development und Digital Strategy WWF)
- Johannes Pfeiffer (Head of Business Intelligence Google Ad Platforms GSA Google)
- Peter Putz (Manager Wallis Bird, Mine, Get Well Soon, Inhaber Karakter Worldwide, Heavy German Shit, LoveYourArtist)
- Johannes Ripken (Clusterleiter Digitale Wirtschaft Schleswig-Holstein)
- Maximilian Schenkel (Get Well Soon, Inhaber Karakter Worldwide)
- Sebastian Andrej Schweizer (Gründer und GF Chimperator Productions)
- Dagmar Schwengler (Senior Director Synch & Licensing bei BMG Rights)
- Konrad Sommermeyer (Managing Director Jive Germany und Guerilla Entertainment)
- Christian Stapelmann (Label Manager EU bei Ultra Records)
- Sebastian Winckler (Management Die Fantastischen Vier)
- Alex Wolf (Leitung Institut MKW-Praxis & Unternehmenskommunikation Popakademie)
- Tobias Zumak (ehem. Manager Marteria, Senior Product Manager Four Music)